# Тома дель пасторе
Тома дель пасторе (итал. Toma del pastore) — итальянский полутвердый сыр из коровьего молока, производимый в регионе Пьемонт.

## Характеристика
Корочка толстая, грубая, несъедобная, покрытая трещинами и плесенью. Сырная масса соломенно-желтого цвета с многочисленными отверстиями среднего размера. Имеет выраженный своеобразный вкус и стойкое послевкусие. Выдерживается около 180 суток.

## Употребление
Как самостоятельное блюдо.